# Granulární konvekce

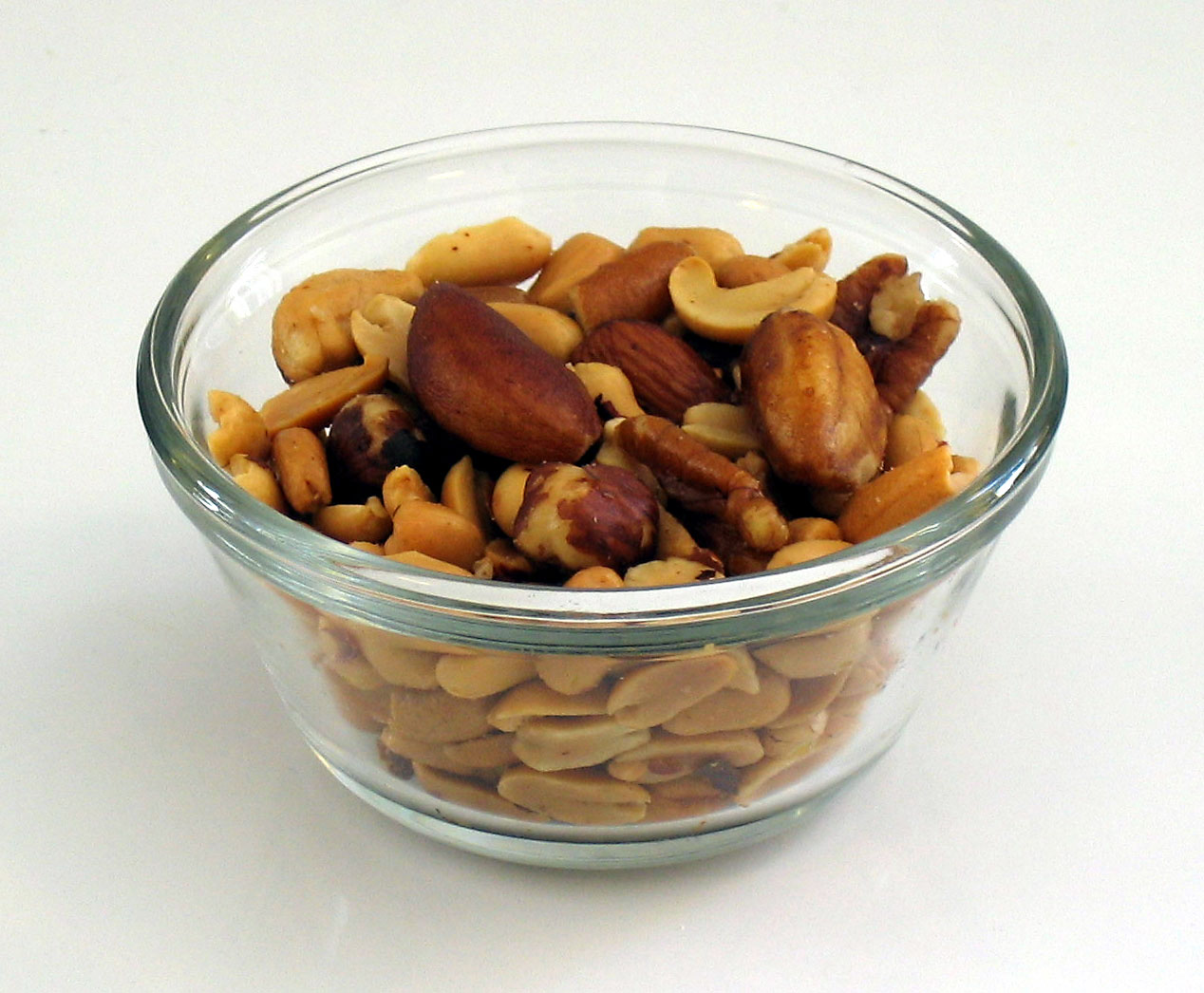
Paraořechy jsou nad ostatními druhy ořechů

Granulární konvekce čili efekt paraořechu je název pro fenomén, při kterém největší částice zůstávají na povrchu materiálu složeného z granulí, s kterým se třese a který obsahuje různě velké objekty. Termín je založen na pozorování nádoby s různými druhy ořechů, ve které jsou po protřepání paraořechy vždy nahoře. Stejný efekt je pozorován například v balíčku cereálií, müsli nebo hrnku s instantní kávou a cukrem, kdy je káva nahoře, protože granulát je větší než krystaly cukru. Tento efekt se projevuje u materiálů, kde jsou jednotlivé objekty různě velké, ale mají přibližně stejnou hustotu.
Existuje více možných vysvětlení tohoto efektu, zde je jedno z nich:
- Menší částice mohou při třepání spadnout do prostoru, kam se větší částice nevejde. Při více iteracích tohoto chování se největší částice dostanou nahoru a nejmenší dospod. Jinými slovy je střed hmotnosti celého systému (mix různých ořechů) v náhodném bodě, což není optimální (kvůli prostoru kolem paraořechů), a má tendenci být níže kvůli gravitaci. Jakmile začnete třepat s oříšky, gravitace zajistí, aby se střed hmotnosti systému přesunul dolů a to jedině tak, že se paraořechy přesunou nahoru a zůstanou tam.
- Jestliže jsou v třesoucím se prostředí, částice se začnou pohybovat ve vibrací usměrněném proudu, přičemž ve středu se jednotlivé částice pohybují směrem nahoru, zatímco dolů se pohybují po stranách. Velké částice se v tomto proudu nahoru dostanou, jakmile jsou však nahoře, zůstávají tam uvězněny. Sestupující proud je příliš omezený a úzký, aby tak velkou částici mohl strhnout dolu podél stěn.
- Zahrne-li se efekt vzduchových kapes mezi částicemi, větší částice se mohou nadnášet či splývat po povrchu.

Tento efekt má důležitý dopad na určité výrobní operace. Při produkci homogenní směsi granulátu je obvykle nežádaným efektem oddělení různých typů částic. Působení efektu paraořechu ovlivňuje několik faktorů, včetně velikosti a hustoty částic, tlaku plynu mezi nimi a tvaru nádoby. Obdélníková (jako například na cereálie) nebo válcovitá (jako na oříšky) krabice je pro tento efekt velmi příhodná, avšak v kónických nádobách se vyskytuje tzv. obrácený efekt paraořechu.[zdroj⁠?!]